# Janken Myrdal
Janken Peter Myrdal, född 4 november 1949 i Göteborg, är en svensk ekonomihistoriker och professor i agrarhistoria vid Sveriges lantbruksuniversitet sedan 1994, emeritus sedan 2017.

## Biografi
Janken Myrdal disputerade 1986 vid Stockholms universitet på avhandlingen Medeltidens åkerbruk: agrarteknik i Sverige ca 1000–1520. Han har senare givit ut många böcker om svensk historia och speciellt jordbrukshistoria.
Myrdal har medverkat i Nordiska museets och LRF:s projekt Bondeminnen, en insamling av tiotusentals bönders minnesanteckningar och fotografier kring omvandlingen av jordbruket efter 1950-talet. Han är ledamot av Kungliga Patriotiska sällskapet.

### Familj
Myrdal är son till skribenten och debattören Jan Myrdal och arkitekten Nadja Wiking. Han är vidare barnbarn till de socialdemokratiska politikerna och debattörerna Gunnar och Alva Myrdal och läkaren Sven Fredrik Wiking, halvbror till arkeologen Eva Myrdal samt brorson till socialpolitikern Kaj Fölster.

## Utmärkelser och akademiledamotskap
- Ledamot av Kungl. Skogs- och Lantbruksakademien (KSLA)
- Ledamot av Kungl. Gustaf Adolfs Akademien (KGAA)
- Ledamot av Kungl. Vitterhetsakademien